# Molophilus cygnus
Molophilus cygnus är en tvåvingeart som beskrevs av Alexander 1932. Molophilus cygnus ingår i släktet Molophilus och familjen småharkrankar. Inga underarter finns listade i Catalogue of Life.